# Лоїс Вебер
Лоїс Вебер (англ. Lois Weber; нар. 13 червня 1879, Аллегейні, Пенсільванія — пом. 13 листопада 1939, Голлівуд, Каліфорнія) — американська акторка німого кіно, сценаристка, продюсерка та режисерка. Деякими кінокритиками названа найбільш значимою жінкою-режисером американської кіноіндустрії і однією з найбільш плідних в епоху німого кіно.

## Життєпис
Народилася в Пенсільванії в побожній християнській родині. У дитинстві захоплювалася музикою, особливо грою на роялі. У юному віці Вебер втекла з дому і протягом двох років співпрацювала з євангельською громадою, займаючись вуличними проповідями й виконанням церковних гімнів у неблагополучних районах Піттсбурга, а потім і Нью-Йорка. У 1905 році дебютувала як актриса на студії «Gaumont», де познайомилася зі своїм майбутнім чоловіком — режисером Філіпсом Смоллі. Свою першу картину Вебер зняла у 1911 році й незабаром стала відома публіці завдяки тому, що зачіпала у своїх стрічках багато соціальних та моральних питань, що було досить сміливо для того часу.
За різними оцінками Вебер зняла від 200 до 400 кінокартин, із яких дотепер збереглося тільки 20. Серед її відомих фільмів такі картини як «Саспенс» (1913), «Лицеміри» (1915), «Де мої діти?» (1916), «Доктор і жінка» (1918), «Пляма» (1921). У 1913 році вона у співпраці зі своїм першим чоловіком стала однією з перших режисерів, які експериментували зі звуком, створюючи перші звукові фільми у США. Однак з роками її роботи все гірше приймалися глядачами, і після провалу картини «Біла гарячка» у 1934 році, Вебер працювала виключно як сценаристка на студії «Universal».
У листопаді 1939 році Лоїс Вебер була госпіталізована у критичному стані через хворобу шлунка, яка розвинулася у неї за кілька років до того. Через два тижні вона померла від пептичної виразки, на той час уже зубожіла й забута. Церемонію прощання і кремацію оплатила її соратниця Френсіс Маріон. У 1960 році на Голлівудській алеї слави була закладена її іменна зірка.

## Вибрана фільмографія
| Рік  |   | Українська назва | Оригінальна назва        | Роль                    |
| ---- | - | ---------------- | ------------------------ | ----------------------- |
| 1918 | ф | Лікар і жінка    | The Doctor and the Woman | сценаристка, продюсерка |